# Canavalia gladiata
Canavalia gladiata és una planta fabàcia domesticada. El seu llegum es fa servir com a verdura a l'interior de l'Índia central i el sud, però no es comercialitza. En idioma telugu se'n diu 'chamma kaya'
Els fruits es mengen com a verdura a Àfrica i Àsia.